# Aach (Baden-Württemberg)
Aach er en by i den sydlige del af den tyske delstat Baden-Württemberg. Byen er kendt for Aachtopf, den stærkeste kilde i Tyskland, og floden Radolfzeller Aachs (og Hegauer Aach) udspring,

## Geografi
Aach ligger i landskabet Hegau, et vulkansk præget landskab mellem Bodensee og den Schweiziske Kanton Schaffhausen. Mod nord støder den til Schwäbische Alb nær det øvre Donau . Få kilometer mod øst og sydøst ligger de dele af Bodensee der kaldes Überlinger See og Zeller See. Grænsen til Schweiz ligger omkring 14 kilometer mod sydøst.

### Nabokommuner
Aach grænser mod nord til Eigeltingen, mod øst til Orsingen-Nenzingen, mod syd til Volkertshausen og i vest til Mühlhausen-Ehingen og byen Engen.